# 塔朗火山
塔朗火山是印度尼西亞西蘇門答臘省的複式火山，海拔2,597米，有兩個火山湖，最大的火山湖長1公里、闊2公里。塔朗火山在1833至1968年有8次火山爆發，2005年4月火山爆發期間疏散超過25,000個居民，地質學家認為2005年的爆發與2004年印度洋大地震有關。